# Gewerbesteuer-Durchführungsverordnung
Mit der Gewerbesteuer-Durchführungsverordnung (GewStDV) wird eine steuerrechtliche Konkretisierung einiger Normen des Gewerbesteuergesetzes (GewStG) vorgenommen.

## Verordnungsermächtigung
Die Ermächtigung zur GewStDV befindet sich in § 35c GewStG. Darin wird die in Art. 80 Abs. 2 GG verankerte Zustimmungsbedürftigkeit durch den Bundesrat aufgegriffen. Diese erklärt sich im Fall der GewStDV aus Art. 108 Abs. 2 GG, wonach die Verwaltung der Gewerbesteuer als Realsteuer den Landesfinanzbehörden obliegt, einerlei, dass die Bundesländer diese Befugnis nach Art. 108 Abs. 4 GG den Gemeinden übertragen haben.

## Gewerbesteuer-Durchführungsverordnung und Gewerbesteuer-Richtlinien
Wie bei allen steuerrechtlichen Durchführungsverordnungen sind die Bestimmungen der GewStDV für alle am Besteuerungsverfahren Beteiligte, also vor allem für Finanzbehörden und Steuerpflichtige, verbindlich. Abzugrenzen ist die GewStDV von den Gewerbesteuer-Richtlinien 2009 (GewStR 2009) vom 28. April 2010 (BStBl. I Sondernummer 1/2010 S. 2), die eine durch Art. 108 Abs. 7 GG ermächtigte Allgemeine Verwaltungsvorschrift zur Anwendung des Gewerbesteuerrechts darstellen.

## Inhalt
Zu folgenden Vorschriften des GewStG nimmt die GewStDV gegenwärtig Spezifikationen vor:
- § 2 GewStG (Steuergegenstand) – §§ 1–8 GewStDV
- § 3 GewStG (Befreiungen) – §§ 12a, 13 GewStDV
- § 4 GewStG (Hebeberechtigte Gemeinde) – § 15 GewStDV
- §§ 7–9 GewStG (Gewerbeertrag) – § 16 GewStDV
- § 8 GewStG (Hinzurechnungen) – § 19 GewStDV
- § 9 GewStG (Kürzungen) – § 20 GewStDV
- § 11 GewStG (Steuermesszahl und Steuermessbetrag) – § 22 GewStDV
- § 14a GewStG (Steuererklärungspflicht) – § 25 GewStDV
- § 19 GewStG (Vorauszahlungen) – §§ 29, 30 GewStDV
- § 34 GewStG (Kleinbeträge) – § 34 GewStDV
- § 35a GewStG (Gewerbesteuer der Reisegewerbebetriebe) – § 35 GewStDV